# Pavel Loskutov
Pavel Loskutov (ur. 2 grudnia 1969 w Valce na Łotwie) – estoński lekkoatleta długodystansowiec i maratończyk, wicemistrz  Europy.
Specjalizował się w biegu maratońskim, choć startował również na krótszych dystansach. Jego największym osiągnięciem jest srebrny medal na mistrzostwach Europy w 2002 w Monachium. Dwukrotnie zwyciężył w maratonie we Frankfurcie w 1999 i 2001. W 2003 i 2004 wygrał w maratonie w Seulu. W 2008 był triumfatorem półmaratonu w Rydze. W 2002 zajął 2. miejsce w maratonie w Paryżu oraz 4. miejsce w maratonie w Fukuoce.
Czterokrotnie startował w biegu maratońskim na igrzyskach olimpijskich. W Atlancie (1996) zajął 58. miejsce, w Sydney (2000) 35. miejsce, w Atenach (2004) 26. miejsce, a w Pekinie (2008) 75. miejsce.
Na mistrzostwach świata w 1995 w Göteborgu był 49., a w Atenach (1997) 48. Nie ukończył biegu maratońskiego na mistrzostwach świata w 2007 w Osace.
Poza srebrnym medalem z 2002 Loskutov miał następujące wyniki w biegu maratońskim na mistrzostwach Europy: w Helsinkach (1994) zajął 48. miejsce, a w Budapeszcie (1998) 29. miejsce.
Był mistrzem Estonii w biegu na 5000 metrów w 1994, 1995, 1998 i 2003, w biegu na 10 000 metrów w 1996, 1998, 1999, 2001 i 2010, biegu na 3000 metrów z przeszkodami w 1993, 1994 i 1995 oraz w półmaratonie w 1993, 1996 i w latach 1999-2005. W 1994 i 1996 był halowym mistrzem kraju na 1500 metrów, a w latach 1994-1999 oraz w 2001 i 2009 na 3000 metrów. Wielokrotny rekordzista kraju na różnych dystansach, Loskutov jest aktualnym rekordzistą Estonii w biegu na 10 km na szosie (29:23), półmaratonie (1:03:00) oraz maratonie (2:08:53).
W 2010 zakończył profesjonalną karierę sportową.

## Odznaczenia
- Order Estońskiego Czerwonego Krzyża IV Klasy – 2005[12]